# سلنا (خواننده هلندی)
سلنا (انگلیسی: Selena؛ زادهٔ ۹ اوت ۱۹۶۵) خواننده اهل پادشاهی هلند است.